# جو کوانگ-مین
جو کوانگ-مین (انگلیسی: Ju Kwang-min؛ زادهٔ ۲۰ مهٔ ۱۹۹۰) یک بازیکن فوتبال اهل کره شمالی است.
وی سابقه ۱۴ بازی ملی در تیم ملی فوتبال کره شمالی در کارنامه دارد.